# Olszanka (gmina Rutka-Tartak)
Olszanka – wieś w Polsce położona w województwie podlaskim, w powiecie suwalskim, w gminie Rutka-Tartak.
W latach 1975–1998 miejscowość należała administracyjnie do województwa suwalskiego.